# Dariusz Płatek
Dariusz Płatek (ur. 26 lipca 1966 w Sosnowcu) – polski hokeista, olimpijczyk (1992).
Zawodnik grający na pozycji napastnika. Trzykrotny mistrz Polski w hokeju na lodzie, dwa razy w barwach oświęcimskiej Unii (1992, 1998) i raz jako zawodnik Zagłębia Sosnowiec (1985). Czterokrotny wicemistrz kraju (w barwach Unii Oświęcim, 1993–1996). Reprezentował też czeski klub HC Orlov.
W reprezentacji Polski seniorów rozegrał 20 meczów, strzelając w nich 2 bramki. Uczestnik Zimowych Igrzysk Olimpijskich w Albertville w roku 1992, na których Polska zajęła przedostatnie, 11. miejsce.
Swą sportową karierę rozpoczynał w Zagłębiu Sosnowiec (w 1984) i tam też ją zakończył (w 2001). Ma syna Damiana (ur. w 1987).